# 砂川市一家5人死傷事故
砂川市一家5人死傷事故（すながわし いっかごにん ししょうじこ）とは、2015年6月6日に北海道砂川市で発生した交通死傷事故。一家の車に衝突し4人が死亡、1人が重体となった。
検察は2台の車が飲酒運転状態で暴走レース（シグナルグランプリ）を行いひき逃げをしたと主張し、被告側は衝突の重過失性、飲酒事実、ひき逃げ、共同危険行為の共謀などを争点として量刑不当・無実を主張していた。

## 概要
起訴状では、Aは友人のBと共謀し、2015年6月6日の22時半頃2台の車に分乗し、スピードを競うために砂川市の砂川西1北22の交差点に赤信号を無視して進入したとされる。直前にAのBMW・X5は最大で170kmのスピードを出していた。交差点内には歌志内市内に住む母親宅から子供を迎えた帰りの一家5人の乗る車が進入しており、Aの車は時速111km前後の猛スピードで軽ワゴン車（ダイハツ・ハイゼット）に衝突した。軽ワゴン車は約60m飛ばされ炎上、この時に夫と妻が即死、長女は車外に投げ出された上、車体の一部が突き刺さり即死したとみられている。さらに同様に車外に飛び出した長男は、時速100kmを超えるスピードで並走してきたBのシボレー・C-1500に轢かれ、車体下部に巻き込まれた。生きた状態で1.5キロ引きずられ、窒息死したとみられている。また、被害者が引きずられた道路には蛇行した痕跡が残っており、被害者を振り落とそうとしたことが分かっている。唯一生存した次女も一時は重体となり、回復後も脳に重い障害を負った。
事故後の調べで飲酒運転が発覚した。このうちAは、事故との関与を認めるものの、人を轢いたとは思わなかったとひき逃げの容疑事実を否認している。
札幌地検は「赤信号をことさらに無視し、かつ重大な交通の危険を生じさせる速度で運転」したと判断し、初公判では危険運転致死傷罪での共謀を適用し、A、B両者に懲役23年を求刑。
札幌地裁（田尻克已裁判長）は、異例となる危険運転の共謀を認定し、求刑通りA、B両者に懲役23年の判決を言い渡した。
A、Bとも判決を不服として控訴したが、札幌高裁（高橋徹裁判長）はいずれも控訴を棄却。
Aについては、被告・札幌高検双方が上訴権を放棄したことにより懲役23年の高裁判決が確定。一方、Bは判決を不服として上告していたが、後に上告を棄却する決定がなされた。

## 逮捕後
2015年
6月9日 - Bをひき逃げ容疑で逮捕。
6月12日 - Aを危険運転致死傷罪で逮捕
7月3日 - Aを危険運転致死傷罪（共謀）で起訴、Bが危険運転致死傷罪（共謀）で再逮捕。
7月10日 - Bを危険運転致死傷罪（共謀）で起訴。
7月17日 - Aを道路交通法違反（酒気帯び・共同危険行為・轢き逃げ）で追送検。
8月19日 - A・Bを道路交通法違反（酒気帯び・共同危険行為・轢き逃げ）で追起訴。
2016年
10月17日 - 札幌地裁（田尻克已裁判長）にて裁判員裁判の初公判。
11月10日 - 同地裁にて、AとBに懲役23年の実刑判決。
11月21日 - 判決を不服としてBが控訴。
11月24日 - 判決を不服としてAが控訴。
2017年
4月14日 - 札幌高裁（高橋徹裁判長）にて、A、Bともに控訴棄却。
4月21日 - Aが上訴権を放棄。
4月24日 - 札幌高検がAについて上訴権を放棄、判決確定。
4月28日 - 判決を不服としてBが上告。
2018年
10月23日 - Bの上告棄却により、判決確定。

## 影響
2015年12月、砂川市で北海道内の市町村では初めてとなる「飲酒運転撲滅に関する条例」案を市議会全会一致で可決、即日施行された。
事故から1年後の2016年6月6日、砂川市長・善岡雅文らの献花のほか、砂川市主催の飲酒運転撲滅集会が行われた。